# Mitriostigma axillare
Espèce
Classification APG III (2009)
Statut de conservation UICN

 LC  : Préoccupation mineure
Synonymes
- Gardenia citriodora  Hook.

Mitriostigma axillare est une espèce de plantes dicotylédones de la famille des Rubiaceae, originaire d'Afrique australe. C'est l'une des cinq espèces acceptées du genre Mitriostigma.

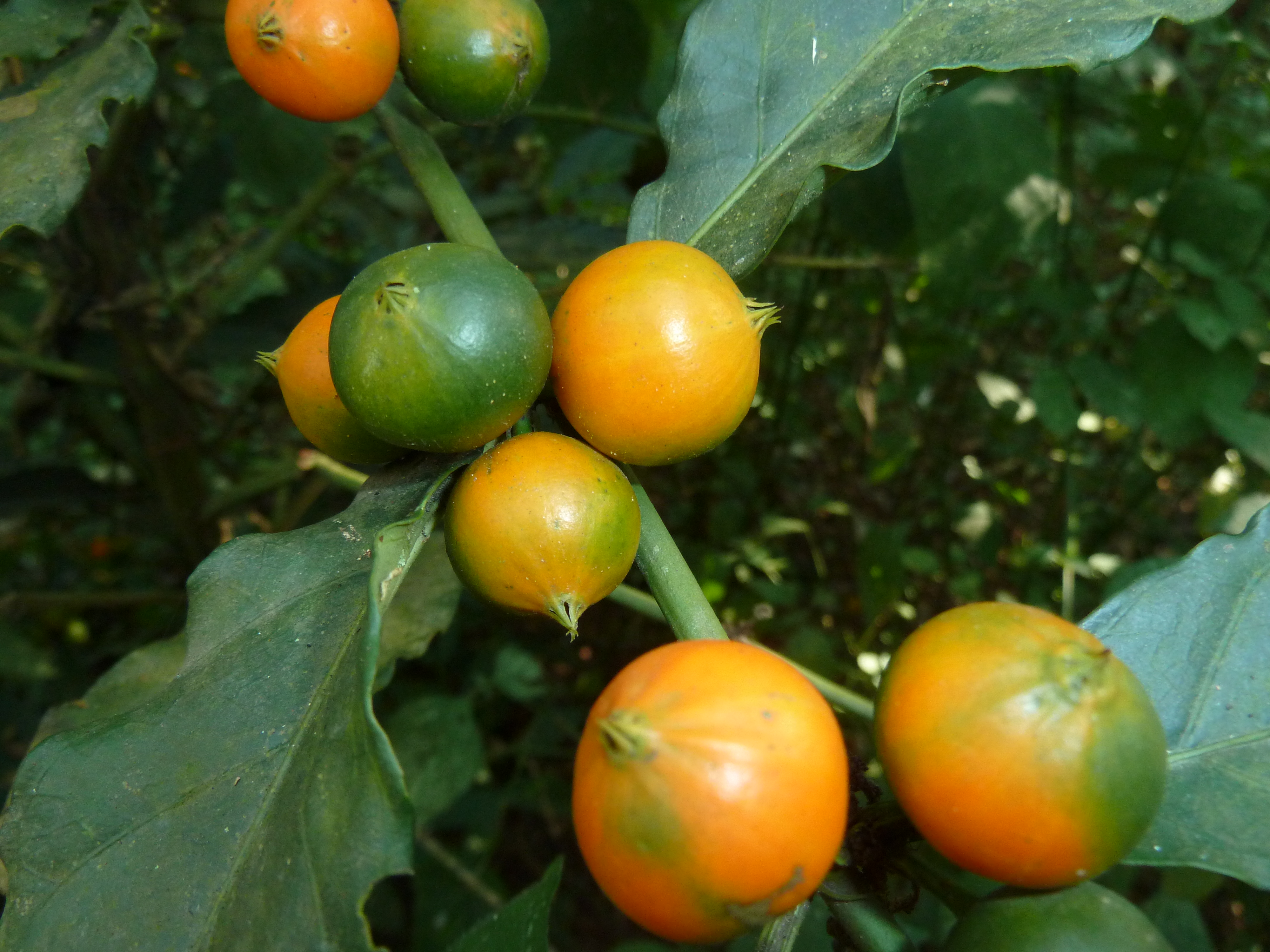
Fruits de Mitriostigma axillare.